# 심규섭
심규섭(沈奎燮, 1958년 9월 27일 - 2002년 1월 27일)은 제16대 국회의원을 지냈던 대한민국의 정치인이다.

## 생애
2000년 제16대 총선에서 한나라당의 부총재이자 3선 국회의원인 이해구를 꺾어서 파란을 일으켰으나, 2002년 1월에 코골이 수술을 받고 돌연사했다.
평택 경문대학 이사장이었고, 아내는 제17대 국회의원을 지낸 김선미이다.

## 학력
- 안성초등학교 졸업
- 안성중학교 졸업
- 중동고등학교 졸업
- 성균관대학교 정치외교학과 학사[1]
- 성균관대학교 교육대학원 석사

## 경력
- 경문대학 학교법인 청송학원 이사장[1][2]
- 한국청년지도자연합회 경인지구회장[1]
- 21세기 안성발전연구소 자문위원
- 2000년 새천년민주당 안성지구당 위원장
- 2000년 제16대 국회의원(안성시, 새천년민주당)
- 2000년 새천년민주당 원내부총무(원내부대표)
- 2002년 서울 순천향병원에서 코골이 수술(코와 목부위의 수술)을 받고 퇴원했으나, 이틀 뒤, 피를 토하면서 의식을 잃는 등 후유증이 심해 안성의료원으로 옮겨졌으나 사망함.[3]
- 2002년 장례식은 서울 여의도 국회의사당 광장에서 국회장으로 엄수되었다.[4]

## 역대 선거 결과
| 실시년도 | 선거   | 대수 | 직책     | 선거구      | 정당         | 득표수   | 득표율          | 순위 | 당락 | 비고 |
| -------- | ------ | ---- | -------- | ----------- | ------------ | -------- | --------------- | ---- | ---- | ---- |
| 2000년   | 총선   | 16대 | 국회의원 | 경기 안성시 | 새천년민주당 | 29,553표 | \| \| 49.61% \| | 1위  |      | 초선 |
|          | 49.61% |      |          |             |              |          |                 |      |      |      |

## 같이 보기
- 김선미
- 심재덕